# Fastighetsbildning
Fastighetsbildning är det gemensamma namnet på de åtgärder som nybildar eller ombildar fastigheter, det vill säga fast egendom, som kan vara mark inklusive eventuella byggnader på den och vatten, och på de åtgärder som förändrar samfälligheter, mark eller vatten som ägs gemensamt av flera fastigheter, och servitut, som är avtal mellan fastigheter, som till exempel att ägaren av en fastighet får ta vatten ur en brunn på en annan fastighet. 

## Lagstiftningen i Sverige
Fastighetsbildning regleras i Sverige av fastighetsbildningslagen och får endast göras genom en fastighetsbildningsförrättning, en lantmäteriförrättning i fastighetsbildningsärenden, av en förrättningslantmätare på en lantmäterimyndighet, antingen Lantmäteriet eller en kommunal lantmäterimyndighet i en kommun som ansökt om att få upprätta en sådan.
En ansökan om någon form av fastighetsbildning måste ske skriftligen till en lantmäterimyndighet.  Om mark har förvärvats, till exempel genom köp, byte gåva eller arv, måste man dessutom kunna styrka det genom en skriftlig överlåtelsehandling, till exempel ett köpekontrakt.
De olika åtgärderna delas in i nybildning genom avstyckning, klyvning eller sammanläggning, och ombildning genom fastighetsreglering. Ibland kombineras flera åtgärder i en och samma förrättning, som även kan gälla flera fastigheter. Gemensamt för alla förändringar av fastighetsgränserna är att de resulterande fastigheterna måste vara lämpliga för sitt ändamål. De ska ha tillgång till vägar och fastigheter för bostadsändamål skall ha tillgång till vatten och avlopp.  Fastighetsbildning får inte ske om fastigheterna inte skulle vara lämpliga inom en överskådlig framtid eller om man bättre kan uppnå ändamålen på något annat sätt. Detta sista är en egenhet i svensk, och några andra länders, lagstiftning, nämligen att ändring av fastighetsindelningen kopplas ihop med en prövning av lämpligheten i markanvändningen. Exempelvis så har man i Finland, som i övrigt har en lagstiftning och en organisation av verksamheten som i hög grad påminner om Sveriges, en betydligt mer begränsad lämplighetsprövning av nybildade fastigheter än vad Sverige har.

### Avstyckning
Avstyckning innebär att en del av en fastighet eller en del av en samfällighet avskiljs och blir en ny fastighet.  Fastighetens ägare kan ansöka om avstyckning.  Om någon förvärvat en del av en fastighet skall antingen förvärvaren eller ägaren till fastigheten ansöka om avstyckning inom 6 månader.
Den del av fastigheten som avstyckas kan definieras som till exempel mark av ett visst värde, en viss markyta eller en ägofigur, en avgränsad markyta.  Från att marken är avstyckad och till den blivit inskriven som en fastighet i fastighetsregistret benämnes den som en avstyckningslott.  Den del av fastigheten som blir kvar efter avstyckningen är en stamfastighet. Om avstyckningen görs från en samfällighet blir alla fastigheter med andelar i den stamfastigheter.  Både styckningslotten och stamfastigheten är styckningsdelar.

### Klyvning
Klyvning innebär att en samägd fastighet, som har flera ägare, delas upp i klyvningslotter för de ägare som vill det, medan den eller de andra ägarna får en gemensam lott.  Vem som helst av ägarna kan ansöka om att få sin andel i fastigheten utbryten till en egen fastighet, även mot de andra ägarnas vilja.
I praktiken används klyvning oftast när delägarna av en samägd fastighet är osams. Syftet är då vanligtvis att sälja sin nya fastighet – annars får man ju de andra delägarna, som man inte kommer överens med, som grannar. Om delägarna är överens om att dela upp fastigheten är avstyckning oftast ett mer lämpligt alternativ.

### Sammanläggning
Sammanläggning innebär att två eller fler fastigheter slås ihop till en.  Ett krav för sammanläggning är att fastigheterna som sammanläggs skall ha samma ägare, och att ägarna, om de är flera, skall ha samma fördelning av andelar i de fastigheter som skall läggas samman.  Gifta makar får inte heller lägga samman fastigheter som är giftorättsgods, som de båda äger, med enskild egendom, som bara en av dem äger.

### Fastighetsreglering
Fastighetsreglering kan genomföras för att förbättra fastighetsindelningen, för att förbättra mark- och vattenanvändningen eller vid tvångsförfärv, till exempel expropriation, för att förenkla överlåtelsen av marken.  De som kan ansöka om fastighetsreglering är fastighetsägare som berörs av den, en samfällighetsförening, en kommun, eller en länsstyrelse.  Om det är väldigt angeläget att en fastighetsreglering genomförs, får den i vissa situationer genomföras med tvång.
Fastighetsreglering innebär antingen att
- fastighetsgränser flyttas genom överföring av mark mellan fastigheter, samfälligheter eller mellan fastigheter och samfälligheter,
- andelar i en samfällighet förs över mellan två fastigheter,
- samfälligheter bildas genom överföring av mark från en eller flera fastigheter,
- servitut skapas, förändras eller upphävs, eller att
- byggnader och anläggningar förs över mellan två fastigheter.

Vid överföring av mark bör betalning i första hand bestå av mark eller andelar i en samfällighet, men kan även vara i pengar.

### Tredimensionell fastighetsbildning och ägarlägenheter
En traditionell fastighet avgränsas enligt svensk rätt enbart av gränser på marken, som egentligen representerar vertikala plan. Dessa fastigheter saknar alltså bestämd avgränsning uppåt och nedåt. Därmed inte sagt att de fortsätter i oändligheten i vertikalled, men det är oklart var de slutar. Sedan 2004 är det dock möjligt att vid fastighetsbildning besluta om avgränsning även i vertikalled. De så bildade fastigheterna, något oegentligt oftast kallade 3D-fastigheter, utgör alltså slutna volymer till skillnad från traditionella fastigheter. För bildandet av 3D-fastigheter gäller vissa särskilda villkor utöver de som gäller för vanlig fastighetsbildning. När en 3D-fastighet är bildad fungerar den precis som en traditionell fastighet, den kan till exempel överlåtas, belånas och vara föremål för fastighetsbildningsåtgärder. Typiska 3D-fastigheter är del av byggnad som har ett annat användningssätt än resten av byggnaden samt bergrum.
Ett specialfall av tredimensionell fastighetsbildning är bildandet av ägarlägenhetsfastigheter, dvs fastigheter som består av enskilda bostadslägenheter. Ägarlägenhetsfastigheter får endast bildas i nybyggda hus eller i hus som gjorts om för bostadsändamål.

## Fotnoter
1. ↑  2 kap. 1 § fastighetsbildningslagen (1970:988)
2. ↑  3 kap. 1 § fastighetsbildningslagen (1970:988)
3. 1 2  10 kap. 1 § fastighetsbildningslagen (1970:988)
4. ↑  4 kap. 6-7 §§ Jordabalken (1970:994)
5. ↑  11 kap. 1 § fastighetsbildningslagen (1970:988)
6. ↑  12 kap. 1-2 §§ fastighetsbildningslagen (1970:988)
7. ↑  5 kap. 3-5 §§ fastighetsbildningslagen (1970:988)
8. ↑  5 kap. 1 § fastighetsbildningslagen (1970:988)
9. ↑  5 kap. 2 § fastighetsbildningslagen (1970:988)